# Bernard Ormanowski
Bernard Paweł Ormanowski (10. november 1907 – 7. december 1984 Bydgoszcz) var en polsk roer som deltog i de olympiske lege 1928 i Amsterdam.
Ormanowski vandt en bronzemedalje i roning under OL 1928 i Amsterdam. Han var med på den polske båd som kom på en tredjeplads i fire med styrmand efter Italien og Schweiz. De andre roere var Franciszek Bronikowski, Leon Birkholc, Edmund Jankowski og  Boleslaw Drewek som var styrmand .